# 叉宽胸蝇虎
叉宽胸蝇虎（学名：Rhene biembolusa）为跳蛛科宽胸蝇虎属的动物。在中国大陆，分布于海南等地。该物种的模式产地在海南。